# Capela de São Torcato
A Capela de São Torcato localiza-se na freguesia de São Torcato, município de Guimarães, Portugal.
Está classificada como Monumento Nacional desde 1922.
A Capela de São Torcato está integrada na Igreja do antigo mosteiro primeiro beneditino e depois dos Cónegos Regulares de Santo Agostinho. A atual igreja é sede da paróquia de São Torcato e é um produto de várias fases construtivas, ao longo de praticamente quatro séculos (X-XIII). O principal interesse desta igreja é, precisamente, o espólio pré-românico que actualmente conserva.